# 120 (tal)
120 (hundratjugo eller etthundratjugo) är det naturliga talet som följer 119 och som följs av 121.
I germanska språk har talet 120 historiskt kallats för ett hundra eller hundrade (sex tjog), i senare terminologi motsvarande ett stor-hundra.
- Hexadecimalt: 78
- Binärt: 1111000
- har primfaktoriseringen 23 · 3 · 5
- Delare: 1, 2, 3, 4, 5, 6, 8, 10, 12, 15, 20, 24, 30, 40, 60 och 120

## Inom matematiken
- 120 är ett jämnt tal
- 120 är det femtonde triangeltalet
- 120 är det åttonde tetraedertalet
- 120 är ett hexagontal
- 120 är ett ymnigt tal
- 120 är ett mycket ymnigt tal
- 120 är ett superymnigt tal
- 120 är ett mycket högt sammansatt tal
- 120 är ett kolossalt ymnigt tal
- 120 är ett Harshadtal
- 120 är ett Pentanaccital
- 120 är ett Praktiskt tal

## Inom vetenskapen
- 120 Lachesis, en asteroid